# Famille de Saint-Mauris
La famille de Saint-Mauris est une famille éteinte de la noblesse française, originaire de Franche-Comté.
Cette famille est éteinte depuis 1955.

## Armes
Cette famille porte : « De sable à deux fasces d'argent ».
Devise : Antique, fier et sans tache. 
La branche aînée (élevée à la pairie) posait les armoiries sur un manteau de pair, de velours bleu, brodé d'or, doublé d'hermine, sommé de la toge ou bonnet de  pair aussi en velours bleu, à houppe d'or, cerclé de la couronne de marquis,.

## Possessions
- Manoir d’Ambon (détruit)

## Les villages de Saint-Mauris
La maison de Saint-Mauris avait été élevée à la pairie en 1827 par Charles X, elle était une des plus anciennes de la haute noblesse de Franche-Comté. Elle avait donné son nom à trois villages du bailliage de Baume-les-Dames : Saint-Mauris-en-Montagne, Cour-les-Saint-Mauris et Saint-Mauris-sur-le-Doubs. Les deux premiers étaient possédés jusqu'en 1792 par la branche des marquis de Saint-Mauris dite des "barons de Châtenois" et dont les membres avaient été admis aux honneurs de la cour en 1787. Le fief de Saint-Mauris-sur-le-Doubs avait été retiré des possessions de cette famille depuis 1530 sans raison apparente. Parmi ses domaines se trouvaient les marquisats de Genevrey et de Spincourt en Lorraine, les comtés de Saulx et de Lambrey, les baronnies de Châtenois et de la Villeneuve, les châteaux forts de Mathay, Bermont, Roye, Allenjoye, Bambrouch, ainsi qu'un très grand nombre de villages, de terres ou de fiefs seigneuriaux en plus d'hôtels et de maisons à Besançon, Dole, Remiremont, Vesoul, Montbéliard, Saint-Hippolyte, Mirecourt, et Louvain. Ils se distinguaient lors de la guerre entre Armagnac et Bourguignons, au siège d'Orléans, à la bataille de Pavie où Hugues de Saint-Mauris était armé chevalier par Charles Quint et lors de la révolte des Pays-Bas où deux des seigneurs de Saint-Mauris étaient tués en 1583.

## Saint-Georges et Saint-Louis
Elle comptait plusieurs chevaliers croisés qui avaient accompagné les comtes de La Roche et de Montjoie aux croisades des XIIe siècle et XIIIe siècle, un membre du conseil de régence du duché de Bourgogne sous Philippe de Rouvre ainsi qu'un grand nombre de chevaliers et d'hommes d'armes. Elle avait été reçue dans les ordres des chevaliers de Saint-Georges (fondé en 1315 par Odoard de Montagu), de Saint-Louis, cette famille a compté des abbesses à Saint-Jean, Saint-Étienne, Remiremont, Lyon, Murbach, Guebwiller, Lure, Maubeuge et Liège. Après la guerre de dix ans à laquelle participaient plusieurs des Saint-Mauris cette famille continuait son ascension dans la noblesse Franc-Comtoise grâce à sa renommée militaire jusqu'à la Révolution française qui lui faisait perdre son antique résidence des montagnes du Doubs.

## Les croisades
Jean III de Saint-Mauris, à la tête d'une troupe de francs-montagnards, avait accompagné le comte Jean de La Roche, qui était son parrain, dans l'une des dernières croisades[Laquelle ?] et celui-ci pour le remercier de sa bravoure lui faisait épouser Simonne de Vennes, une parente, et lui confiait des droits considérables dans les terres du comté de La Roche. Jean III devenait le premier membre de la maison de Saint-Mauris-Châtenois, son frère aîné créait la branche des Saint-Mauris-Berchenet qui se séparait de la première vers la fin du XIIIe siècle. C'est en souvenir de ces croisades que la maison de Saint-Mauris portait dans son blason, en cimier, un maure brandissant une épée d'argent.

## Généalogie
La famille de Saint-Mauris donna naissance à trois branches au cours des siècles :
- Celle issue d'Albert de Saint-Mauris, au XIe siècle, qui avait eu pour enfants Bernard, Guy et Vuillaume tous nommés frères et fils d'Albert dans des chartes de 1130, 1134 et 1138 ; de laquelle sortirait Marguerite de Saint-Mauris épouse de Richard II, sire de Saint-Mauris en 1250.
- Celle des seigneurs de Saint-Mauris-sur-le-Doubs qui s'éteignait en 1360.
- Celle des Saint-Mauris-Berchenet, seigneurs châtelains de Mathay, Roye, Bermont, Bustal, Allenjoie avec le gouvernement de L'Isle-sur-le-Doubs et de Neuchâtel qui s'éteignait au cours du XVIe siècle[4].

Richard de Saint-Mauris, Henry et Albert, tous frères, vivaient vers 1060. Ils sont les trois premiers seigneurs de cette maison dont il a été possible de retrouver la trace.
Richard Ier de Saint-Mauris, chevalier, vivait vers 1060. Vers la fin du XIe siècle il fait le don d'un canton de vigne situé au Mont-des-Vandales (Vregille) à l'abbaye Saint-Paul de Besançon.
Mariage et succession :
Il épouse Adeline de Montjoie de qui il a :
- Bernard qui suit,
- Pierre, (? - 1169), chanoine à Besançon,
- Lambert, vivant en 1130,
- Hugues, chevalier, chambellan de l'archevêché, mentionné dans une charte de l'abbaye Notre-Dame de Belchamp en 1134,
- Vuillaume, religieux de l'abbaye de Lieu-Croissant en 1138,
- Corvaur, vivant en 1134,
- Rodolphe, chevalier, il épousait Damnaz de Parcey vers 1140.

Bernard de Saint-Mauris, (? - 1180), écuyer. Il fait des dons à l'abbaye des trois rois en 1134, il est mentionné dans le nécrologe de l'abbaye Saint-Paul de Besançon où il est dit que le 6 des calendes de février 1180, est mort Bernard de saint-Mauris, qui, avec Pierre et Martin, ses fils, nous ont par ci-devant donné une vigne, cise au Mont des Vandales ; comme Adeline, femme de Richard de Saint-Mauris, chevalier, son père, nous avait déjà donné un chazal à Nancray....
Mariage et succession :
Son épouse est inconnue, il a
- Pierre Ier qui suit,
- Martin, mentionné dans le nécrologe de l'abbaye Saint-Paul de Besançon en 1180,
- Lambert, chanoine de Saint-Étienne en 1184,
- Jean, (? - 1160), chanoine et garde des sceaux de Besançon,
- Vuillaume, religieux des trois rois en 1177.

Pierre Ier de Saint-Mauris, écuyer puis chevalier, mentionné dans une charte de donation faite par Evrard de Villers et, avec son père, dans des titres de l'abbaye des trois rois en 1169 et 1180.
Mariage et succession :
Son épouse est inconnue, il a
- Jean Ier qui suit,
- Rodolphe, chevalier,
- Humbert, chevalier,
- Conrad, chevalier,
- Pierre, chevalier, mort en 1223 selon le nécrologe de Saint-Étienne de Besançon.

Jean Ier de Saint-Mauris, écuyer puis chevalier, il est mentionné dans des titres de 1200 selon un titre du cabinet du roi, de 1221 et de 1250.
Mariage et succession :
Son épouse est inconnue, il a :
- Jehan II qui suit,
- Humbert, vivant en 1250,
- Thiébaud, chevalier, vivant en 1230,
- Conrad, chevalier, il fonde la branche des seigneurs de Saint-Mauris-sur-le-Doubs dite "de Sauvaget" éteinte en 1530.

Jehan II de Saint-Mauris, écuyer puis chevalier, seigneur de Saint-Mauris-en-Montagne, Court, Fleurey et  Roye, mentionné dans des titres de 1250 et de 1251.
Mariage et succession :
Son épouse est inconnue, il a :
- Richard II qui suit,
- Richard, chevalier, il épouse Agnès de Quenoche,
- Perrin, damoiseau et écuyer, vivant en 1300,
- Odat, damoiseau et écuyer, vivant en 1286,
- Guy, damoiseau et écuyer,
- Hugues, chevalier en 1268,
- Virgile, damoiseau et écuyer, vivant en 1275.

Richard II de Saint-Mauris, (? - 1304), écuyer puis chevalier. Seigneur de Saint-Mauris-en-Montagne, Court, Lomont, Roye, Accolans, Trévillers, Belleherbe et Battenant.
Mariage et succession :
Il épouse Marguerite de Saint-Mauris sa parente, de qui il a :
- Jean, dit "l'ainé", chevalier, il fonde la branche dite "de Berchenet", seigneur châtelains de Mathay, de Bermont et de Bustal éteinte au XVIe siècle,
- Hugues, chevalier,
- Guy, chevalier en 1340,
- Henri, chevalier,
- Jehan III dit "le Jeune" qui suit,
- Othenin, damoiseau, il achète en 1304 à son frère Jean la seigneurie de Belleherbe et devient homme d'armes puis en 1350 un des seigneurs de la cour du duc de Bourgogne,
- Colin, il épouse Clémence de Montjoie-le-Château en 1318,
- Pierre, abbé de Bonlieu en 1325 et 1348,
- Jacquette, abbesse Béguine,
- Isabelle, dame de Baume

Jehan III de Saint-Mauris, chevalier croisé, dit "le Jeune", seigneur de Saint-Mauris, de Cour-Saint-Maurice, de Battenant et de Lomont. Il accompagne en Palestine Jean de La Roche son parent et parrain. ce dernier pour le remercier de sa bravoure à la Septième croisade le marie à Simone de Vennes en 1302 et lui donne à perpétuité les droits de pêche, de chasse, de sépulture, de préséance à l'église de Saint-Hippolyte etc. Il hérite des biens de son père qu'il transmet à ses héritiers sauf le fief de Lomont qu'il vend à Renaud de Bourgogne, comte de Montbéliard, en 1288.
Mariage et succession :
Il épouse le 9 mars 1302 Simonette, fille de Jacques de Vennes et d'Anne de Présentevillers, de qui il a :
- Richard III, dit "le Viel" qui suit,
- Richard dit "le jeune", écuyer,
- Michel, damoiseau, il épouse en 1386 Etiennette/Etevenette de La Porte,
- Étienne, damoiseau, gentilhomme de la cour et de l'hôtel du Duc de Bourgogne,
- Perrin, écuyer, homme d'armes, vivait en 1333,
- Thiébaud, homme d'armes, vivait en 1372,
- Gauthier, homme d'armes, gentilhomme de la cour du duc de Bourgogne,
- Renaud, damoiseau, il épouse Jeannette de Falon,
- Alix, dame de Tournans et Trouvant, elle épouse en 1355 Richard de Vennes, chevalier,
- Simone/Simonette, dame de Vellerot et Delezvy, elle épouse en 1339 à Vuillaume de Vennes, écuyer,
- Agnès, dame du Fays, elle épouse en premières noces en 1330 Jean Ier de Montjoie, baron de Montjoie, puis en secondes noces en 1338 Jean de Trévillers, écuyer,
- Jeanne, elle épouse en 1350 Pierre/Odat de Crosey.

Richard III de Saint-Mauris, damoiseau puis chevalier, dit le viel, seigneur de Saint-Mauris-en-Montagne, Fleurey, Accolans et Rahon. Il fait partie du nombre des seigneurs qui composent le conseil de régence pendant la minorité du duc Philippe de Rouvre en 1349 et participe à la libération, en 1366, de l'abbé de Saint-Paul de Besançon détenu à Besançon.
Mariage et succession :
Il épouse en 1355 Jeanne/Alix de Vuillafans de qui il a :
- Guillaume qui suit,
- Jeanne, abbesse de Notre-Dame de Migette,
- Colin, damoiseau, homme d'armes en 1417, il épouse en 1440 Jeanne, fille de Jean de Provenchères,
- Jeannette, dame de Liebvillers, elle épouse en 1417 Philippe de Renédale,
- Marguerite, elle épouse en 1406 Jacques de Breurey, damoiseau,
- Marc, chevalier de la confrérie de Saint-Georges,
- Estevenin.

Guillaume de Saint-Mauris, damoiseau et homme d'armes du duc de Bourgogne, seigneur de Saint-Mauris-en-Montagne, Cour-Saint-Mauris, Battenant, Accolans, à Rahon, de la Grosse-Maison de Belvoir, à Sancey et à Vellerot.
Mariage et succession :
Il épouse en 1396 Jeanne, dame de Sancey et de Vellerot, fille de Jacques d'Aucelle et de Jeanne de Sancey. tous deux inhumés dans la chapelle de l'église de Saint-Mauris. Il a :
- Jean IV qui suit,
- Huguenin, homme d'armes en 1418
- Étienne, écuyer-panetier du duc de Bourgogne et l'un de ses capitaines, il épouse Huguette de Grammont, dame de Remiremont,
- Michel, religieux à l'abbaye Saint-Pierre de Baume-les-Messieurs en 1450,
- Vuillemette, elle épouse en 1440 Odat, sire d'Esnans,
- Anne, dame de l'abbaye Notre-Dame de Migette,
- Marguerite, dame de l'abbaye Notre-Dame de Migette,
- Louise, (? - 19 septembre 1514), elle épouse le 21 novembre 1451 Nicolas de Saint-Martin, (? - 15 mars 1478), écuyer.

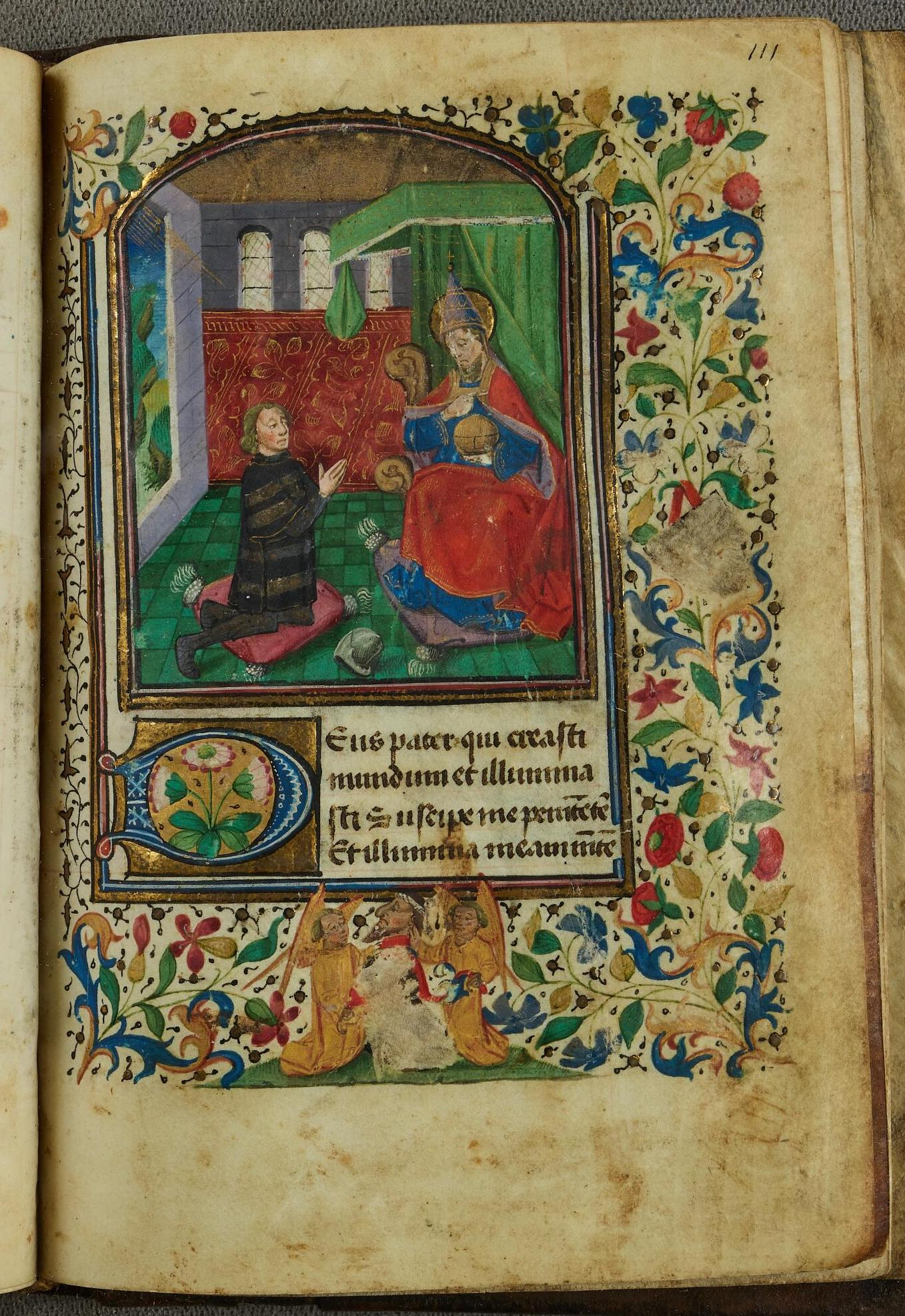
Heures de Jean IV de Saint-Mauris à l'usage de Besançon, avec le propriétaire en prière devant la Vierge, miniature du Maître du Missel de Troyes, vers 1450, Bibliothèque de Besançon, Ms.125.

Jean IV de Saint-Mauris, (? - après 1460), chevalier de Saint-Georges en 1437, homme-d'armes puis écuyer du duc Philippe III de Bourgogne en 1460, chambellan du duc Charles le Téméraire en 1470 et de Louis XI. Seigneur de Saint-Mauris-en-Montagne, Cour-Saint-Maurice, à Sancey, Fleurey, Accolans et Battenant.
Mariages et succession :
Il épouse en premières noces en 1450 Guillemette, fille d'Hugues de Blandans et de Jeanne de Montureux, puis en secondes noces en 1478 Louise de Rougemont. Du premier mariage il a :
- Pierre II qui suit,
- Philibert, damoiseau, homme d'armes, il épouse en 1488 Agnès de Bauffremont,
- Isabelle,
- Pernette.

Pierre II de Saint-Mauris, (? - après 1494), chevalier de Saint-Georges, capitaine gouverneur du château de Chatillon en 1494. Seigneur de Saint-Mauris, Cour-Saint-Maurice, à Sancey, Fleurey, Battenant, Bief, Accolans et de la Grosse Maison de Belvoir mouvante de la seigneurie de Belvoir.
Mariage et succession :
Il épouse en 1478 Françoise, fille d'Henry de Rougemont et de Béatrix de Sainte-Agnès, de qui il a :
- Hugues qui suit,
- Huguenin, dit "le jeune", il épouse en 1550 Catherine de Montjoie,
- Pierre, (? - 1560), grand-prieur de Murbach et de Lure,
- Guillaume,
- Claudine, elle épouse en 1510 Jean de Mathay, chevalier,
- Rose, dame de Migette en 1516,
- Marguerite, elle épouse en 1515 Étienne de Crosey, (? - 14 août 1551).

Hugues de Saint-Mauris, seigneur de Saint-Mauris en Montagne, de Cour-Saint-Maurice, à Sancey, de Fleurey, de Belherbe, de Battenant, de Roye, d'Accolans, à Rahon et de la Grosse maison de Belvoir. Capitaine-gouverneur de la Franche-Montagne et des comté, villes et châteaux de la Roche, Saint-Hippolyte et Maîche. Armé chevalier par Charles Quint après la bataille de Pavie, chevalier de Saint-Georges.
Mariage et succession :
Il épouse le 4 février 1525 à Claudine, fille de Thiébaud de Mugnans et de Claude d'Amance, de qui il a :
- - Jean V, il fonde la branche dite "de Sancey", seigneur à Sancey et de la Grosse Maison de Belvoir.
- Pierre III qui suit,
- Nicolas, il fonde la branche dite "de Lambrey",
- Hugues, il épouse en 1580 Catherine de Courbessaint,
- Jean, grand-prieur et vicaire-général au monastère de Condat et abbé de l'abbaye Notre-Dame du Miroir,
- Jean-Claude-Marc, grand-prieur et vicaire-général au monastère de Condat et abbé de l'abbaye Notre-Dame du Miroir,
- Pierre, (? - 1525), grand-prieur de l'abbaye de Murbach et de l'abbaye de Lure,
- Claudine, elle épouse en premières noces le 15 mars 1542 Thiébaud de Jussey, puis en secondes noces François de Leugney, gouverneur de Montfaucon,
- Lucie, elle épouse Pierre de Vaudrey,
- Isabelle.

Pierre III de Saint-Mauris, (? - après 1603), baron de Chatenoy. Co-seigneur avec ses frères de Saint-Mauris-en-Montagne, chevalier de Saint-Georges, capitaine et gouverneur de la Franche-Montagne, député des états du comté en Flandre et en Espagne.
Mariages et succession :
Il épouse en premières noces en 1550 à Anne de Courbessaint, puis en secondes noces en 1564 Philiberte, fille de Louis de Vuillafans et de Jeanne de Lambrey. Du second mariage il a :
- Adam qui suit,
- Claude-Gaspard, il épouse en 1585 Marguerite de Champagne,
- Chrétienne, elle épouse en 1600 Pierre du Houx de Vioménil,
- Jeanne, elle épouse le 28 février 1593 Antide-Gaspard, comte de la Verne, commandant de Dole,
- Marguerite, dame de Montigny,
- Étienne, dame de l'abbaye Notre-Dame de Migette,
- Philipotte.

Adam de Saint-Mauris, (? - vers 1633), baron de Chatenoy et de Saint-Mauris, seigneur de Saulx, Sainte-Marie, Lambrey..., chevalier de Saint-Georges, colonel de cavalerie, commandant de la Franche-Montagne.
Mariage et succession :
Il épouse le 24 mars 1603 Bonne, (vers 1577 - ?), chanoinesse novice à Baume jusqu'en mars 1603, fille de Pierre de Cointet et de Claudine de La Tour Saint-Quentin, de qui il a :
- François qui suit,
- Adrien, capitaine et commandant de deux cents chevau-légers du terce (en Bourgogne : régiment de deux mille hommes d'infanterie et de mille de cavalerie) de bourgogne,
- Luc, capitaine d'un terce aux Pays-Bas en 1647,
- Nicolas,
- Benigne, capitaine de deux cents Bourguignons,
- Béatrix, elle épouse en premières noces en 1626 Jean-Jacques de Blicterswick, (? - 1636), baron de Montclef, chevalier de Saint-Georges, capitaine de cent cuirassiers au régiment de Saint-Mauris, puis en secondes noces Antoine, baron de La Bérardière,
- Anne, abbesse de Montigny en 1651,
- Jacqueline, dame de l'abbaye Notre-Dame de Migette en 1626.

François de Saint-Mauris, baron de Châtenoy, de Lavilleneuve et de Saulx, chevalier de Saint-Georges en 1662, général-major de bataille, commandant au comté de Bourgogne, maître de camp d'un terce d'infanterie et d'un corps de dragons.
Mariage et succession :
Il épouse en 1645 Hermelinde, dame du Château fort de Bombronch, comtesse d'Oyenbrugge et de Duras, chanoinesse du chapitre de Maubeuge, fille de Jacques d'Oyenbrugge et d'Anne de Berlo, de qui il a :
- Charles-Emmanuel qui suit,
- Claude-Louis, il fonde la seconde branche de Lambrey
- Antoine-Pierre, Ordre de Saint-Jean de Jérusalem en 1672[6], chevalier de Saint-Georges en 1682 et de Saint-Louis en 1694, colonel d'un régiment de cavalerie de son nom,
- Martine, elle épouse en 1664 François-Gabriel de Jouffroy-Gonsans,
- Anne, dame de l'abbaye Notre-Dame de Migette,
- Claudine, dame de l'abbaye Notre-Dame de Migette.

Charles-Emmanuel de Saint-Mauris, comte de Saint-Mauris, baron de Châtenois, Lavilleneuve et de Saulx, chevalier de Saint-Louis et de Saint-Georges en 1680, maréchal des camps, major-général de toute la cavalerie des armées du roi.
Mariage et succession :
Il épouse en 1679/82 Marie-Françoise, (vers 1648 - ?), comtesse de Ligniville, chanoinesse d'Épinal, fille de Nicolas de Lignéville et de Catherine de Pouilly, de qui il a :
- Paul-François qui suit,
- Joseph-Louis/Loup, (? - 1735), Ordre de Saint-Jean de Jérusalem en 1701[7] et de Saint-Louis en 1734, capitaine puis chef de brigade des carabiniers de France,
- Jeanne-Claude, (vers 1685 - ?), chanoinesse du haut chapitre de Remiremont en 1699, elle épouse en 1728 Humbert, (? - 20 janvier 1728), comte de Précipiano, baron de Soye, chevalier de Saint-Georges, capitaine de cavalerie au régiment de Saint-Mauris,
- Marie-Thérèse, dame grande tourière du chapitre de l'abbaye de Remiremont, lieutenante de la princesse Anne-Charlotte de Lorraine, abbesse de l'Abbaye de Remiremont en 1696.

Paul-François de Saint-Mauris, (vers 1683 - ?), marquis de Saint-Mauris, baron de chatenois, Lavilleneuve et de Saulx, capitaine de cavalerie puis capitaine des cuirassiers du roi, titré marquis en 1705.
Mariage et succession :
Il épouse en 1707 Bernardine-Joséphine, comtesse de Lallemand, fille de Gaspard Bonaventure de Lallemand et d'Anne-Thérèse de Rahon, de qui il a :
- Charles-Emmanuel-Xavier qui suit,
- Ardouin-Alexandre, comte de saint-Mauris, lieutenant-colonel de cavalerie, chevalier de Saint-Louis, il épouse en 1759 Charlotte, fille de Gabriel d'Eshierres de Bonneval et de Justine d'Agoult,
- Charles-Emmanuel, comte Lambrey-Sainte-Marie, seigneur de Jasney et de Courcelles, lieutenant-général des armées du roi, maréchal des camps et armées du Roy, commandant-général général des îles du Vent du Mexique, gouverneur des ville et châteaux de Péronne, inspecteur d'infanterie, colonel d'un régiment de son nom et Ordre de Saint-Jean de Jérusalem le 14 septembre 1727[8], de l'Ordre royal et militaire de Saint-Louis, et de Saint-Georges, il faisait héritiers des terres de Saint-Mauris-en-Montagne, entre autres, ses neveux en 1787,
- Louise-Martine, chanoinesse et doyenne du chapitre de l'abbaye Notre-Dame de Migette,
- Anne-Thérèse, chanoinesse et doyenne du chapitre de l'abbaye Notre-Dame de Migette.

Charles-Emmanuel-Xavier de Saint-Mauris, (Châtenois le 22 septembre 1708 - Châtenois le 13 mars 1773), marquis de Saint-Mauris, baron de chatenois et de Lavilleneuve, comte de Saulx, capitaine de cavalerie puis colonel et officier-général des armées du roi.
Mariages et succession :
Il épouse en premières noces le 2 septembre 1738 Henriette, fille de Wilhelm Heinrich Quad von Landskron et de Julie d'Albert, puis en secondes noces en juin 1752/53 il épouse Gabrielle-Françoise-Bernarde, (? - avant 1788), marquise de Raigecourt, chanoinesse de Remiremont, fille de Louis-Antoine de Raigecourt et d'Anne-Marie de Gournay. Du second mariage il a :
- Charles-Emmanuel-Polycarpe qui suit,
- Louis-Emmanuel-Alexandre, il fonde la troisième branche de Lambrey,
- Gabriel-Bernard, (26 mars 1771 - ?), comte de Saint-Mauris, chevalier de l'ordre royal et militaire de Saint-Louis et de Saint-Georges, ancien page de Louis XVI, officier supérieur de cavalerie, colonel, chef de l'état-major général des gardes nationales du département.

Charles-Emmanuel-Polycarpe de Saint-Mauris, (Saulx le 26 mai 1753 - Colombier le 1er mars 1839), marquis de Saint-Mauris, baron de chatenois, de Lavilleneuve, de Saulx et de Genvray, seigneur de Saint-Mauris-en-Montagne et des possessions primitives de sa famille, membre associé correspondant de l'Académie des Sciences, Belles Lettres, et Arts de Besançon, pair de France, maréchal des camps et armées du roi, inspecteur-général des gardes nationales, chevaliers des ordres de Saint-Louis, chef et gouverneur de celui de Saint-Georges.
Mariage et succession :
Il épouse le 25 janvier 1777 Élisabeth-Marie-Charlotte-Léopolde, (Metz le 13 novembre 1753 - Colombier le 18 février 1839), marquise de Raigecourt, chanoinesse de Remiremont), fille de Christophe de Raigecourt et de Marie Josèphe de Saintignon, de qui il a :
- Christophe-Marie-Charles-Emmanuel-Auguste qui suit,
- Charles-Emmanuel-Anne-Gabriel-Achille, (Châtenois le 7 novembre 1780 - 1794), officier à l'armée de Condé,
- Charlotte-Catherine-Alexandrine, chanoinesse de Remiremont, morte en 1831,
- Charlotte-Mélanie-Athénaïs, chanoinesse de Remiremont née en 1782,
- Thérèse-Joséphine-Zoé, (1783 - Remiremont le 20 janvier 1786), chanoinesse de Maubeuge en 1786.

Christophe-Marie-Charles-Emmanuel-Auguste de Saint-Mauris, (10 avril 1779 - ?), marquis de Saint-Mauris-Chatenois, capitaine de cavalerie, chevalier de Saint-Georges et de Saint-Louis.
Mariage et succession :
Il épouse le 21 avril 1807 Ferdinande-Françoise-Nicole, (Clomont le 22 janvier 1784 - ?), fille de Simon de Villers La Faye et de Dorothée de Grammont, de qui il a :
- Marie-Charles-Emmanuel-Edouard, (Colombier 14 mars 1808 - ?), marquis de Saint-Mauris-Châtenois, officier de dragons, au service de sardaigne, dans le régiment de la reine, appelé à la pairie héréditaire, gentilhomme de la chambre du roi Charles X. Il épouse le 18 mai 1829 Adélaïde-Caroline-Antide, (Paris le 31 mars 1808 - Paris le 22 décembre 1864), fille de Clément-Édouard de Moustier et de Marie-Caroline de La Forest, de qui il a :
  - Charles-Emmanuel, (1829 - ?), il épouse en janvier 1863 Théoduline Marie Françoise, fille d'Alfred-Marie-Charles-Emmanuel de Saint-Mauris et de Caroline de Chavagnac,
  - Marie-Ferdinande-Caroline-Odélie-Claire, (8 mai 1834 - 18 février 1914), elle épouse le 16 mai 1857 Claude-Charles Florimond de Namur, (13 novembre 1826 - 3 mai 1890),
  - Claire, (25 mai 1836 - ?), elle épouse le 9 juin 1858 Charles Mouchet de Battefort, (17 mai 1834 - Dracy juin 1914),
- Alfred-Marie-Charles-Emmanuel, (Clervans 1810 - Saint-Sulpice le 9 avril 1900), page de Charles X puis sous-lieutenant dans les dragons de la garde, il démissionnait en 1830 pour refus de serment. marquis de Saint-Mauris. Il épouse le 21 avril 1841 Caroline, (Saint-Sulpice le 2 novembre 1819 - Clervans le 2 avril 1893), fille de Gabriel de Chavagnac et de Clémentine de Champagné de qui il a :
  - Théoduline-Marie-Françoise, elle épouse en janvier 1863 Charles-Emmanuel de Saint-Mauris,
  - Charles, (1840 - après 1899), marquis de Saint-Mauris,
  - Emmanuel Clément Edouard, (1851 - 1876).

## Pour approfondir